# イグアスの滝
イグアスの滝（イグアスのたき、スペイン語: Cataratas del Iguazú [kataˈɾatas ðel iɣ'wasu]、ポルトガル語: Cataratas do Iguaçu [kataˈɾatɐʒ du iɡ'wasu]、グアラニー語: Chororo Yguasu [ɕoɾoɾo ɨɣʷasu]）は、南米大陸のアルゼンチン (80%)とブラジル(20%)の二国にまたがる世界最大の滝。イグアス (Iguazu) とは先住民のグアラニ族の言葉で大いなる水 (Y Guazú)という意味。

## 概要

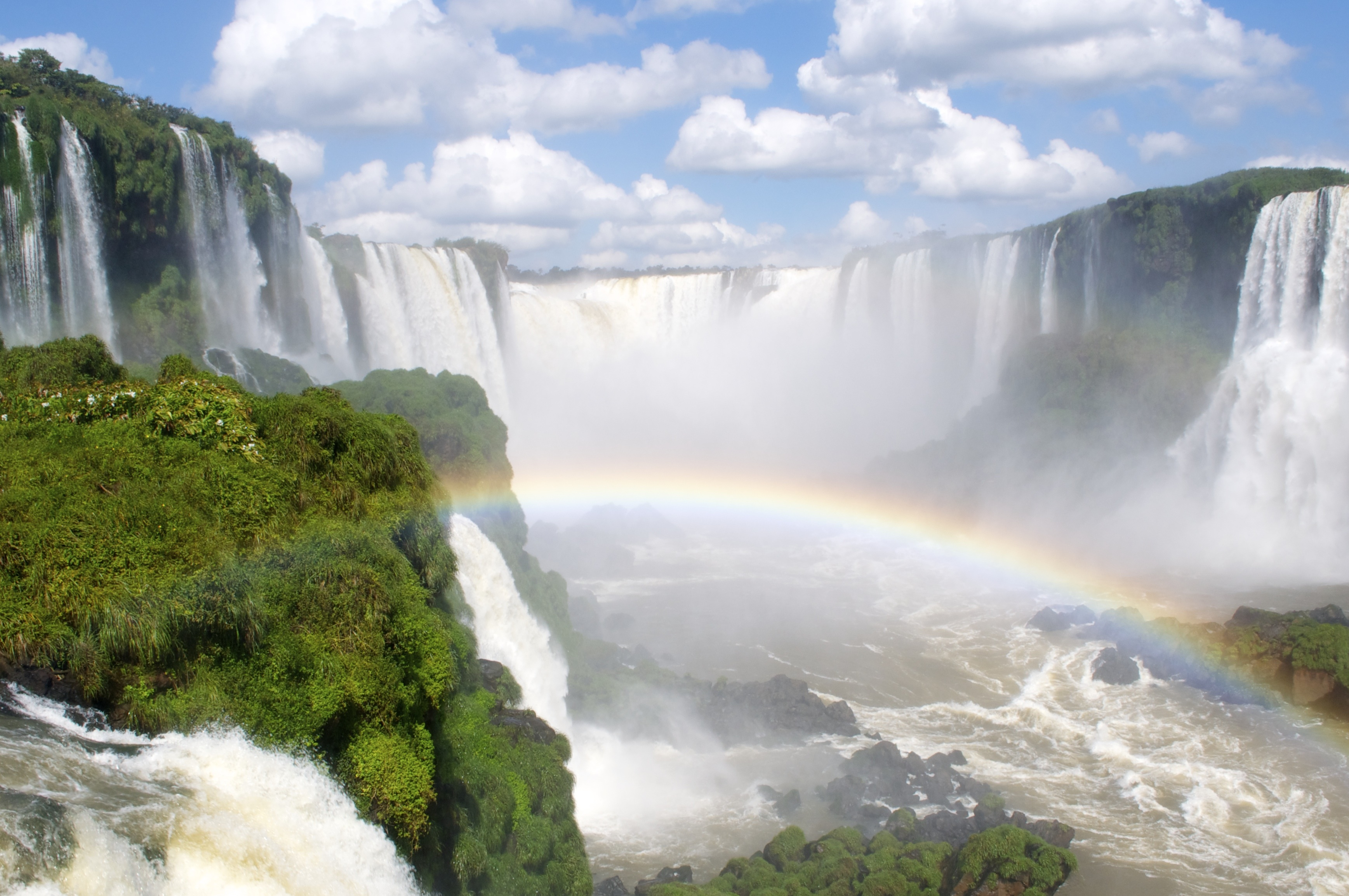
最大の瀑布である
「悪魔の喉笛」

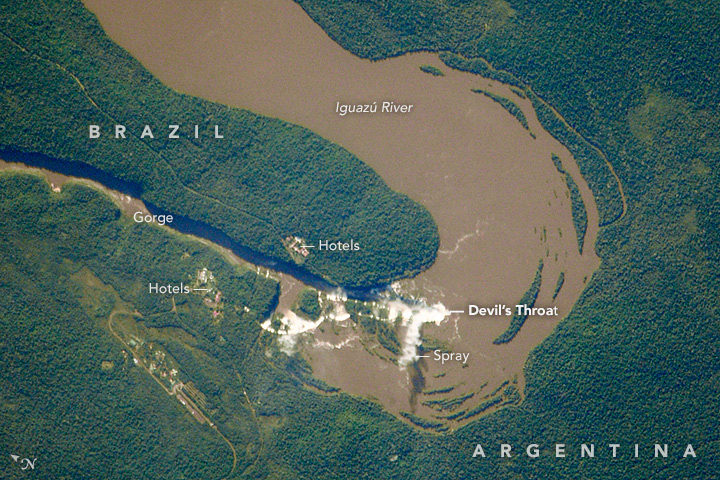
周辺環境

イグアス川の下流にある。この滝を含むブラジルのイグアス国立公園とアルゼンチンのイグアス国立公園は、ともにユネスコ世界遺産に登録されている。最大落差80メートル以上。「悪魔の喉笛」(ス:Garganta del Diablo、ポ:Garganta do Diabo) が有名な観光名所である。
アメリカのエレノア・ルーズベルト大統領夫人が訪れた際、イグアスの滝を見た夫人が「My poor Niagara... (かわいそうなナイアガラ…)」と言ったとされる話は有名で、規模はナイアガラを大きく上回る。
多数のオオムジアマツバメが天敵を避けて滝の裏側の岩壁を棲み家とし、滝の激しく落下する水をくぐりぬけるようにして行き来することでも知られる。
パラナ川との合流点より23km上流のイグアス川にあり、季節で変化する水量により150から300の瀑布が出現する。最大の瀑布である悪魔の喉笛は高さ82ｍ、幅150ｍのU字型で長さ700ｍに亘る。玄武岩からなるパラナ高原の端にあり、100年で30cm削られ上流へ後退している。合流点からみたパラナ川のやや上流のブラジルとパラグアイ国境上に世界2位の発電規模を持つイタイプダムがある。
亜熱帯気候で年間降水量は約1900mmと多い。最高気温は5月から9月が23～27度C、10月から4月が28～33度C。最低気温はそれぞれ9～13度C、14～20度Cである。

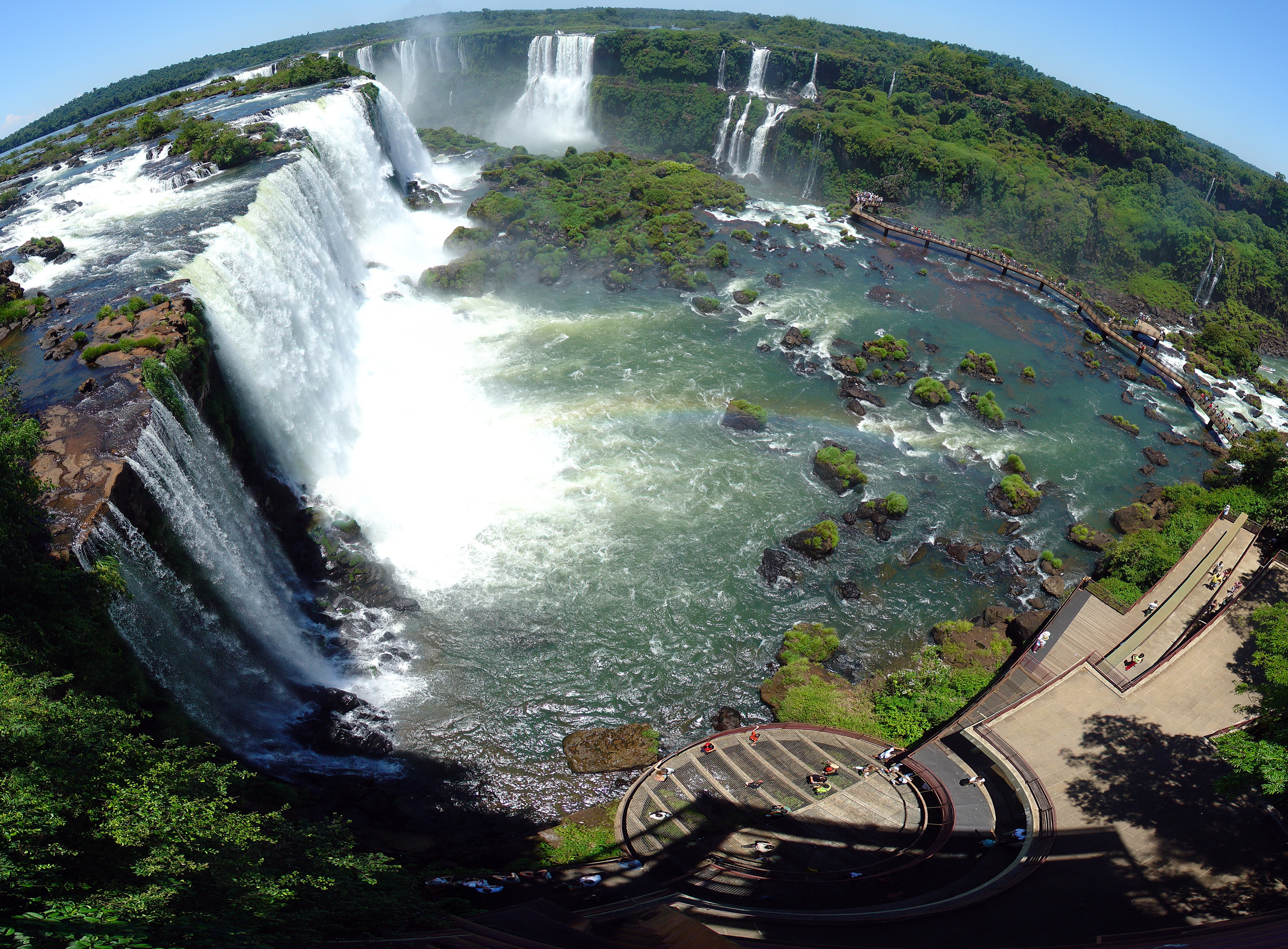
ブラジル側から

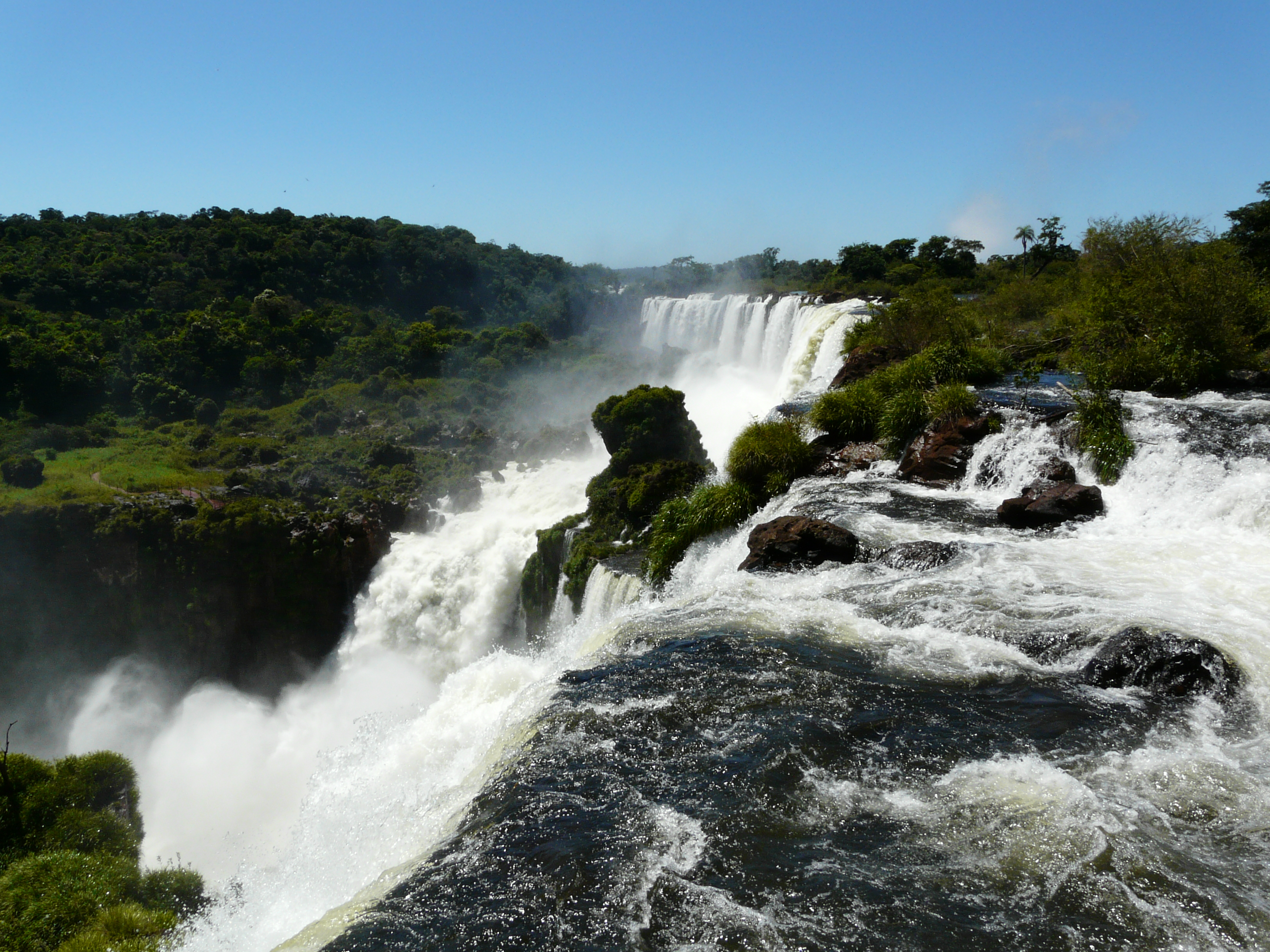
アルゼンチン側から

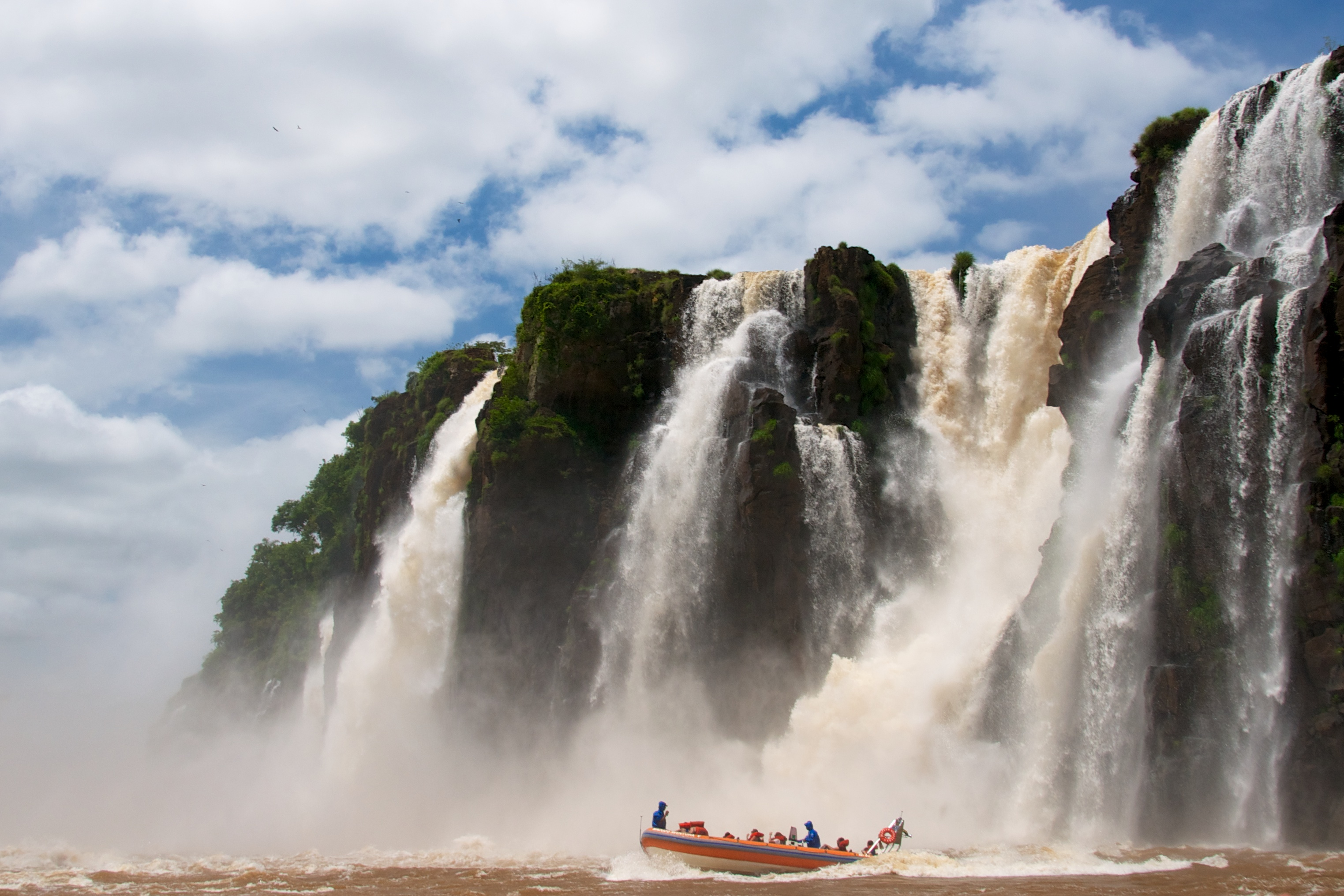
観光船

## アクセス
歩いても船でもヘリコプターでも観光できる。

### アルゼンチンからのアプローチ
- 滝へのゲートウェイとなる町はプエルト・イグアス。街中のバスターミナルから路線バスに乗り、国立公園内のビジターセンター前で降りた後軽便鉄道に乗り換えて終点の遊歩道入り口まで行き、さらにそこから歩いて滝を見るというのが一般的なルート。
- アルゼンチン側の景観は、大小無数の滝がかかっているのが大きな特徴であり、それを縫うようにして掛けられている遊歩道を歩きながらその景観を楽しむことができる（遊歩道は、滝を上から眺めるルートと下から眺めるルートの2つがある）。アルゼンチン側の遊歩道からは、「悪魔の喉笛」を上から見下ろすような格好で眺めることができる（このページ右上の画像はアルゼンチン側から撮影したもの）。また、川の中州にあるサンマルティン島へ向かう船着場から、滝つぼに飛び込むボートツアーが出ている。

### ブラジルからのアプローチ
- 滝へのゲートウェイとなる町はパラナ州フォス・ド・イグアス (Foz do Iguaçu-PR)。街中から空港経由国立公園入口行きの路線バスに乗り、終点にあるビジターセンターで専用のシャトルバスに乗り換え、終点のひとつ手前のホテル前から遊歩道を歩いて滝まで行くというのが一般的なルートである。
- アルゼンチン側とは景観が多少異なり、こちらはそれほど多くの滝はないが、ひとつひとつの滝が大きいのが特徴であり、アルゼンチン側にある「悪魔の喉笛」と変わらないくらい迫力のあるシーンを何度か楽しむことができる。また、展望台から「悪魔の喉笛」を対岸から見ることが出来る。
- フォス・ド・イグアスは滝へのアクセスポイントとなる3つの町のなかで最も規模が大きく、アルゼンチン側に行く場合でもここを拠点にした方が動きやすい。フォス・ド・イグアスからプエルト・イグアスまではバスで2時間前後、シウダ・デル・エステまではバスで1時間前後（国境でのパスポートコントロールをそれぞれ含む）である。
- フォス・ド・イグアスへは、空港へはブラジル各地から、バスターミナルへはサンパウロ、クリチバなどブラジル各地から昼行・夜行バスが出ている。
- 国立公園中に唯一のホテル（ベルモンド ホテル・ダス・カタラタス）はヴァリグ・ブラジル航空のグループ企業である「トロピカルホテル&リゾート」が経営していたが、現在はベルモンド (旧：オリエント・エクスプレス）が経営している。

### パラグアイからのアプローチ
- 滝へのゲートウェイとなる町はシウダ・デル・エステ。ただし、直接滝に行くことはできないので、一旦フォス・ド・イグアスに出た上でブラジル側に観光に行くか、直行もしくはフォス・ド・イグアス経由でプエルト・イグアスに出てアルゼンチン側に観光に行くかいずれかのルートをとることが必要である。

## 伝説
ブラジルのインディオ・カインガング族の伝説では、イグアスの滝は、悪の神ムボイがイグアス川を引き裂いてつくったとされている。
カインガング族は、善の神トゥパンと、トゥパンの息子で父に逆らって悪の神となったムボイを祀っていた。この世の災いはすべてムボイの仕業だった。毎年春になると、ムボイの怒りを鎮めるために、ひとりの美しい娘がムボイの妻として捧げられていた。ある年、族長の娘ナイピがムボイの妻に選ばれたが、ナイピは勇敢な戦士タロバーと恋に落ちてしまった。ナイピとタロバーはカヌーに乗って村を逃げ出したが、ムボイが川底を引き裂いて、カヌーは無数の滝の流れに呑み込まれてしまった。タロバーは滝の上のヤシの木に姿を変えられ、ナイピは滝壺の岩に変えられた。いまもムボイは暗い洞窟に隠れて、ふたりを見張っているという。